# Aurora, Quận Waushara, Wisconsin
Aurora là một thị trấn thuộc quận Waushara, tiểu bang Wisconsin, Hoa Kỳ. Năm 2010, dân số của thị trấn này là 927 người.